# Nostima cinnamea
Nostima cinnamea är en tvåvingeart som beskrevs av James F. Edmiston och Wayne N. Mathis 2005. Nostima cinnamea ingår i släktet Nostima och familjen vattenflugor.
Artens utbredningsområde är Bahamas. Inga underarter finns listade i Catalogue of Life.